# NGK
NGK Spark Plug Company, Limited (japonsky 日本特殊陶業株式会社–transkripcí: Nippon tokušu tógjó kabušiki gaiša, v doslovném překladu: Japonské speciální keramické výrobky, akciová společnost), vystupuje také pod zkratkou NGK, je akciová společnost založená v roce 1936 a sídlící ve městě Nagoja v Japonsku. NGK se podílí na výrobě a prodeji zapalovacích svíček a souvisejících produktů pro spalovací motory a nové keramické a vhodné produkty.

## Organizace
NGK má sídlo v prefektuře Aiči. V březnu 2007 po celém světě zaměstnávala 10 407 zaměstnanců.
V roce 2007 NGK provozovala síť 7 kontaktních míst, 12 prodejních míst, 13 výrobních závodů a 2 technické centra po celém světě.